# Waldemar Żaczek
Waldemar Żaczek (ur. 15 maja 1929 w Siedlcach) – polski grafik i malarz.
Syn Piotra i Jadwigi Jasińskiej. W latach 1949–1956 studiował w Akademii Sztuk Pięknych w Warszawie; uczeń m.in. Konstantego Sopoćki, Stefana Płużańskiego, Jana Marcina Szancera, Bonawentury Lenarta, Aleksandra Kobzdeja, Józefa Pakulskiego. Już w czasie studiów współpracował z wydawnictwami Czytelnik i Ludowa Spółdzielnia Wydawnicza. W latach 1960–1967 kierownik graficzny miesięcznika "The Polish Review" w wydawnictwie "Polonia"; 1967–1969 kierownik graficzny wydawnictwa Interpress. W 1970 r. pracował jako st. grafik w Państwowych Zakładach Wydawnictw Szkolnych. Od 1970 r. związany z Wydawnictwem MON, w którym do 1990 r. był Naczelnym Grafikiem.
Jego dorobkiem z tego czasu jest około tysiąca pięciuset projektów i opracowań graficznych książek i innych publikacji. Wypracował własny, szlachetny styl, który charakteryzuje się oszczędną lecz wyszukaną formą, przemyślanym stosowaniem liternictwa i dążeniem do syntezy. Stosował nie tylko środki czysto graficzne i malarskie, lecz także używał dekalkomanii, monotypii, eksperymentował też z fotografią. Prezentował swoje prace w Zakładach im. 22 lipca w Warszawie i na wystawie Okręgu Warszawskiego ZPAP w warszawskiej Zachęcie w 1956, na XVII Ogólnopolskiej Wystawie Plastyki w Radomiu w 1961, na wystawie "Sztuka książki" w Zachęcie i na wystawie "Szancer i jego uczniowie" w Warszawie i Berlinie w 1973 r. Swój dorobek wydawniczy pokazywał w 1984 r. na wystawie "Grafika książki" w Domu WP w Warszawie.
Zajmował się również projektowaniem i realizacją wystroju wnętrz w lokalach publicznych, m.in. restauracjach Szanghaj i Dom Chłopa w Warszawie. W roku 1952 brał udział w realizacji informacji wizualnej w Państwowym Muzeum Auschwitz-Birkenau. W latach 1953–1978 co roku opracowywał wraz z zespołem scenografie Dożynek Centralnych, w których wykorzystywano motywy zaczerpnięte z dziedzictwa polskiej sztuki ludowej.
po 1990 r. poświęcił się malarstwu. Maluje martwe natury, akty, pejzaże - szczególnie swój ulubiony Kazimierz Dolny, którego jest częstym bywalcem. Trzykrotnie prezentował swoje prace w galerii "Bohema" w Kazimierzu: "Akty" – 1999, "Natura" – 2000, "Pejzaże" – 2002; w 2000 r. na wystawie w galerii "Za piecem" w Lublinie. W 2006 r. retrospektywna wystawa odbyła się w Muzeum Nadwiślańskim w Kazimierzu Dolnym.
Wyróżniony m.in. odznaką Zasłużony Działacz Kultury.
Żonaty jest z Danutą Jezierską, ur. w 1940 w Warszawie – redaktorem technicznym w wydawnictwie PWN. Syn Piotr - ur. 1966 r. - artysta malarz i grafik.